# Ratni zločin u Gospiću 4. kolovoza 1995.
Ratni zločin u Gospiću 4. kolovoza 1995. je ratni zločin pobunjenih Srba nad Hrvatima civilima. Sastoji se u ciljanom zrakoplovnom bombardiranju stambenog dijela grada Gospića 4. kolovoza 1995. godine.
Zasad se znade nalogodavce, ali ne i izvršitelje. Napad se zbio na dan kad je pokrenuta hrvatska osloboditeljska operacija Oluja.
Osumnjičeni dvojac srpskih nalogodavaca su kao pripadnici Srpske vojske Krajine (zapovjednik 105. Vazduhoplovne brigade ) i Vojske Republike Srpske (zapovjednik 92. mješovite avijacijske brigade) 4. kolovoza 1995. godine, za vrijeme oružanog sukoba između regularnih snaga Hrvatske vojske te policije i paravojnih postrojba pobunjenih Srba, dogovorno donijeli odluku o neselektivnom zračnom napadu na naseljeno središte Grada Gospića, a znajući da će djelovanje razorih avio bombi po gusto naseljenom središtu Gospića usmrtiti i tjelesno ozlijediti civile te prouzročiti razaranje njihovih objekata. 4. kolovoza 1995. u 17:20 borbeni zrakoplov Vojske Republike Srpske Krajine je s 11 avio bombi, bez odabira vojnog cilja, izvršio neselektivni napad po središtu Gospića. U napadu su ubili troje (od 14, 18 i 32 godine)i ranili šestero hrvatskih civila, među kojima bebu i dječaka.
Nakon višegodišnjeg kriminalističkog istraživanja, Policijska uprava ličko-senjska je 23. siječnja 2019. završila kriminalističko istraživane nad državljaninom Srbije i državljaninom Republike Hrvatske, pokrenutog zbog osnovane sumnje da su počinili kazneno djelo ratnog zločina u Gospiću protiv civilnog stanovništva.